# Бывшие освободительные движения Южной Африки

Символ солидарности и поддержки

Бывшие освободительные движения Южной Африки (англ.  Former Liberation Movements of Southern Africa, FLMSA) — объединение шести политических партий, выросших из левых национально-освободительных движений Юга Африки, основанное в 2007 году. С момента их прихода к власти эти партии добиваются победы на всех многопартийных выборах в своих странах. Регулярно проводятся саммиты.
Объединение выступает за проведение референдума в Западной Сахаре.

## Члены
| Партия                                                             | Сокращение | Страна   |
| ------------------------------------------------------------------ | ---------- | -------- |
| Африканский Национальный Конгресс                                  | ANC        | ЮАР      |
| Чама ча мапиндузи                                                  | CCM        | Танзания |
| ФРЕЛИМО                                                            | FRELIMO    | Мозамбик |
| Народное движение за освобождение Анголы                           | MPLA       | Ангола   |
| СВАПО                                                              | SWAPO      | Намибия  |
| Зимбабвийский африканский национальный союз — Патриотический фронт | ZANU-PF    | Зимбабве |

## Саммиты
| # | Город        | Страна   | Дата           |
| - | ------------ | -------- | -------------- |
| 1 | Йоханнесбург | ЮАР      | 25 ноября 2008 |
| 5 | Претория     | ЮАР      | 6-9 марта 2013 |
| 6 | Дар-эс-Салам | Танзания | октябрь 2013   |